# 長良川
長良川（ながらがわ）は、岐阜県郡上市の大日ヶ岳に源を発し、三重県を経て揖斐川と合流し、伊勢湾に注ぐ木曽川水系の一級河川である。濃尾平野を流れる木曽三川のひとつ。なお、下流の一部では愛知県にも面し、岐阜県との県境を成している。四万十川・柿田川とともに「日本三大清流の一つ」と呼ばれる。

## 概要
幹川流路延長166km、流域面積1,985km2、河床勾配1/500から1/5,000程度の一級河川である。流域内市町村は岐阜市・羽島市など13市7町、流域内人口は約88万人。流域の年平均降水量は山間部で約2,500～3,000mm以上、平野部で約2,000～2,500mmで、年間総流量は年度によって増減するが約40億m3である。
なお、国土地理院が作成している地形図においては、伊勢湾での河口部の河川の名称は揖斐川となっている。
清流として有名であり、柿田川、四万十川とともに日本三大清流のひとつと言われ、中流域が1985年（昭和60年）に環境庁（現・環境省）の「名水百選」 に、また岐阜市の長良橋から上流約1kmまでの水浴場が1998年（平成10年）に環境庁の「日本の水浴場55選」に、2001年（平成13年）に「日本の水浴場88選」に全国で唯一河川の水浴場で選定された。「長良川鵜飼」で有名。本流に河川法で規定されるダムが存在しない事でも知られる。1994年（平成6年）に長良川河口堰が出来るまでは、本州で唯一の本流に堰の無い大きな川だった。
中・下流域では洪水から家屋を守るために大小多数の「輪中」が形成されており、現在もその一部が残されている。
また、流域市町村の小中学校や公私立高等学校の校歌にも、金華山とともに長良川が詠われている。

### 大規模改修工事

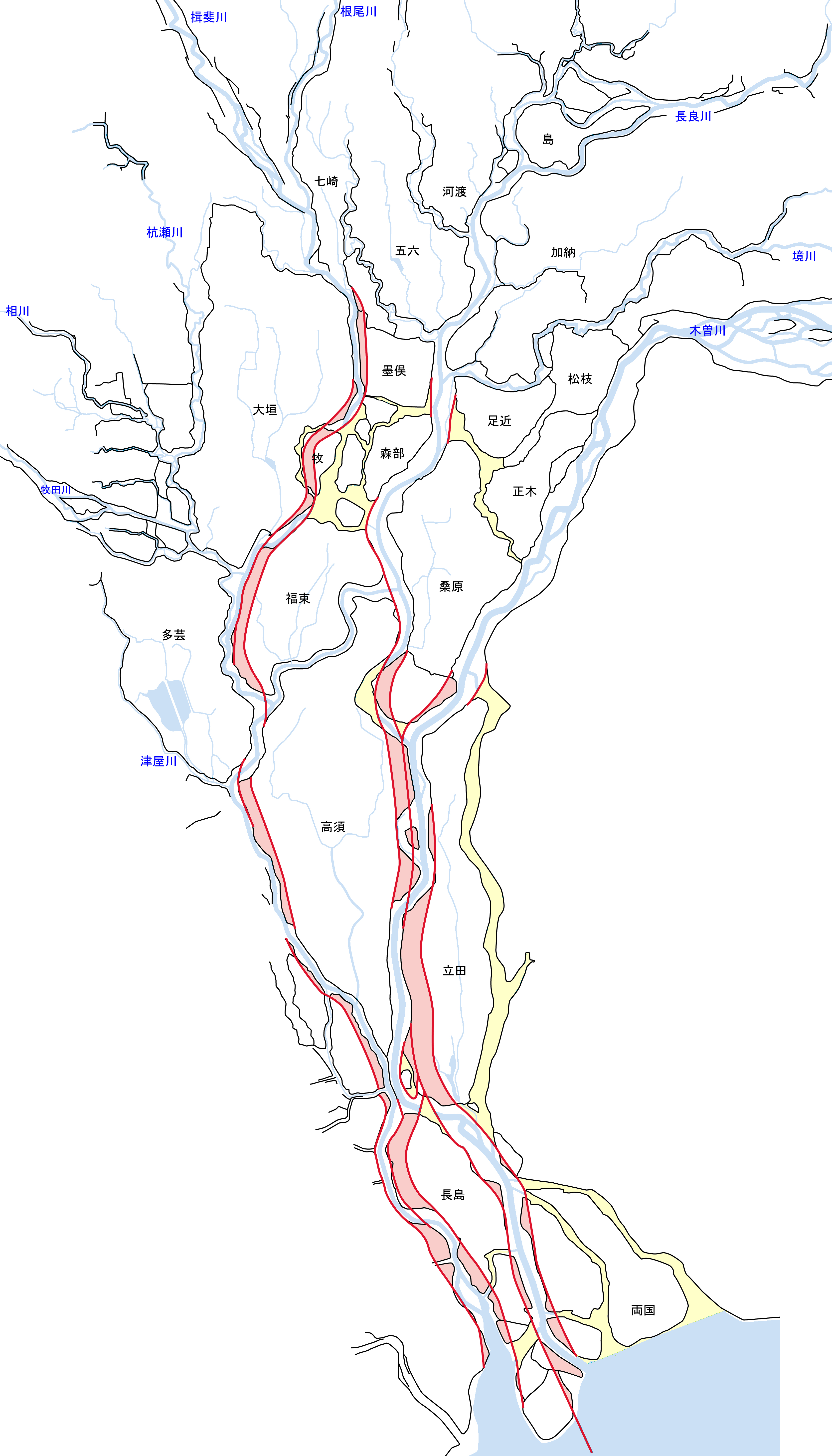
木曽三川分流工事による堤防の変遷（赤線が新堤防、黒線が旧堤防、薄赤着色部が開削された部分、薄黄着色部が締め切りなどがされた河川）

長良川はかつては下流域で木曽川・揖斐川と合流・分流を繰り返していた。明治の木曽三川分流工事で木曽川とは堤防によって河口まで完全に流路が分けられたが、現在でも長良川は「木曽川水系の支流」という扱いになっている。
また、かつては中流域の岐阜市長良福光で3つに分岐して流れていた。現在の長良川は南側を流れる「井川」と呼ばれた流れであり、残りの2つの分派川は宝永2年（1705年）の『長良川通堤色分絵図』には中央が「元中大川」、北側が「長良古川」の記述がある。大正から昭和にかけての木曽川上流改修工事で井川以外の2つの分派川は1939年（昭和14年）に締め切られるが、この工事では中央を「長良古川」、北側を「長良古々川」と呼んでいたものの、この呼称は川筋の出現順から考えると逆だとの指摘もある。2つの分派川の跡地には、元中大川（長良古川）には早田川、長良古川（長良古々川）には正木川が流れており、かつての流路を確認する事が出来る。

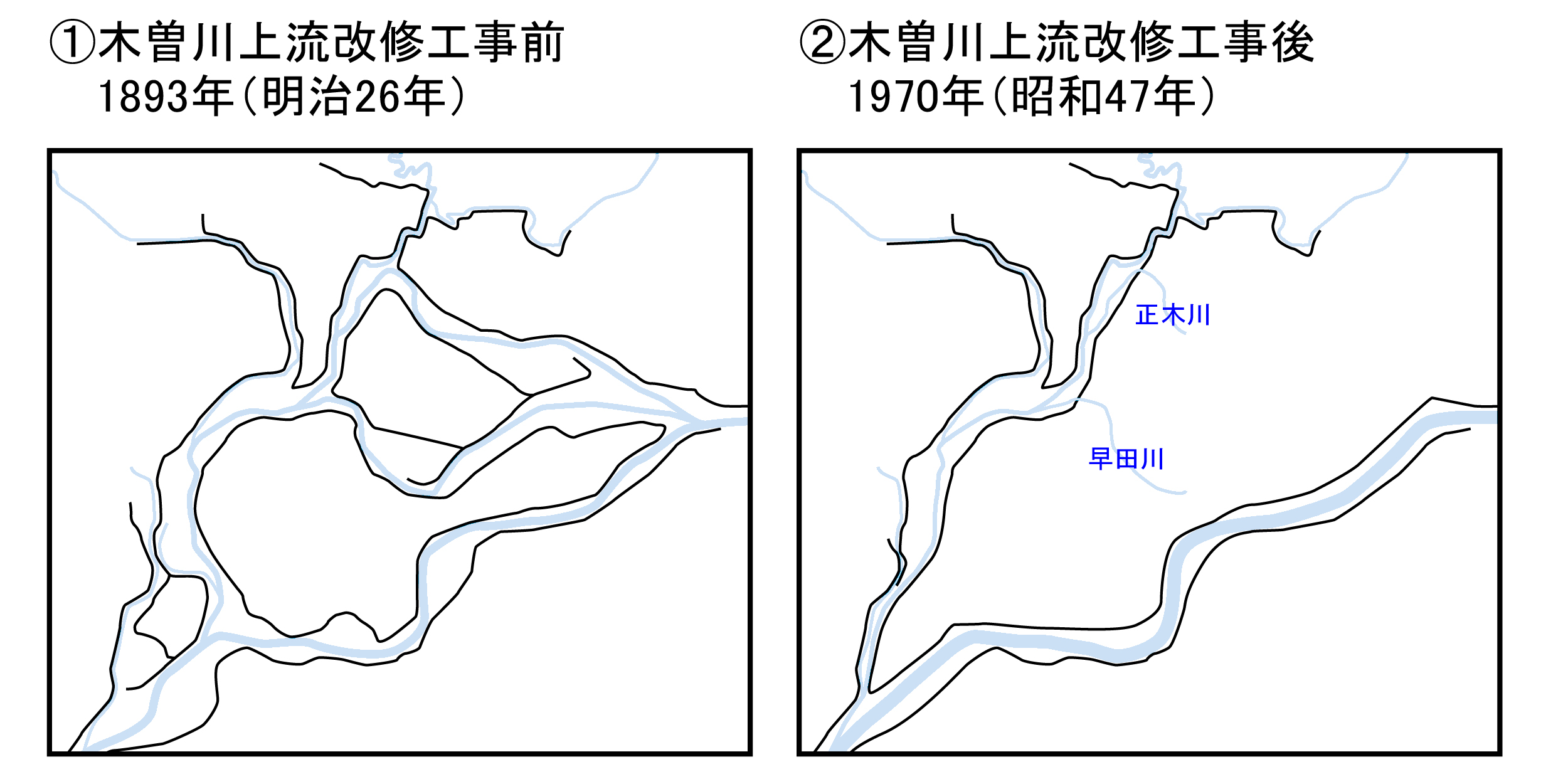
木曽川上流改修工事の前後比較

締め切りによって生まれた約160haの広大な土地には岐阜県総合運動場（現・岐阜メモリアルセンター）、岐阜市立中学校（現・岐阜県立岐阜北高等学校）、岐阜県立岐阜商業高等学校、岐阜市立伊奈波中学校（2012年3月閉校）、岐阜市立明郷中学校（2012年3月閉校）、岐阜市立岐阜清流中学校（2012年4月開校）などの文化施設や教育機関、県営近の島住宅などの住宅団地が多数建てられ、岐阜市の発展の一助となった。

## 流域の自治体
岐阜県
郡上市、美濃市、関市、岐阜市、瑞穂市、大垣市（墨俣町）、羽島市、安八郡安八町、同郡輪之内町、海津市
愛知県
愛西市
三重県
桑名市

## 歴史
- 1534年（天文3年）：大洪水で井水口が破堤して井川（現長良川）を形成。
- 1611年（慶長16年）：大洪水で方県郡長良村崇福寺前へ流入して新川（古々川）を形成。
- 1754年（宝暦4年）2月 - 1755年（宝暦5年）5月：江戸幕府の命令により、薩摩藩が長良川と揖斐川の油島締め切り工事（宝暦治水）を行う。
- 1766年（明和3年）：江戸幕府より、長州萩藩と岩国藩及び小浜藩に御手伝普請が命じられる（明和治水）。
- 1912年（明治45年）：オランダ人技師ヨハニス・デ・レーケの指導により、木曽川・長良川・揖斐川の木曽三川分流工事完成（明治改修）。
- 1921年（大正10年）：木曽川上流改修工事（大正改修）が着工。
- 1939年（昭和14年）3月：長良川改修工事により、2つの分派川が締め切られる。
- 1959年（昭和34年）9月：伊勢湾台風による洪水被害。
- 1960年（昭和35年）：台風11号・12号・16号による洪水被害。
- 1961年（昭和36年）：梅雨前線豪雨および第2室戸台風による洪水被害。
- 1973年（昭和48年）：河渡・鏡島改修工事着工
- 1976年（昭和51年）9月12日：9.12水害。長良川下流部（安八郡安八町）で堤防決壊（台風17号）。
- 1995年（平成7年）7月6日：長良川河口堰運用開始（竣工は1994年）。
- 1999年（平成11年）9月15日：長良川上流部（郡上郡白鳥町、当時）で堤防決壊（台風16号）。
- 2002年（平成14年）7月10日：長良川上流部（郡上郡白鳥町、当時）で堤防決壊（台風6号）。
- 2004年（平成16年）10月20日：台風23号による洪水被害。
- 2015年（平成27年）12月15日：イタリアローマに本部がある「国際連合食糧農業機関」（FAO）が、「清流長良川の鮎～里川における人と鮎のつながり～」を、世界農業遺産に認定する[10]。
- 2018年（平成30年）：一般社団法人海と日本プロジェクト岐阜が、「海と日本プロジェクト」の岐阜県エリアの事業を推進する団体として、世界農業遺産「清流長良川の鮎」を核とした清流づくりの理念をベースに、内陸県からも海への様々な関心をもってもらうためのイベントや清掃活動、リサイクルキャンペーンなど、各種事業の実施を開始[11]。

### 旧名
江戸時代以前は各流域で異なる名前で呼ばれていた。現在の「長良川」という名称は、大きな洪水により川が長良村を流れるようになって付けられたとされる。
- 上ノ保川（源流部 - 郡上市八幡町）
- 郡上川（郡上市八幡町 - 美濃市）
- 伊奈波川、井川、新川（岐阜市周辺）
- 墨俣川（大垣市墨俣周辺）- 平安時代後期の墨俣川の戦い、江戸時代の街道美濃路の資料などに見られる。
- 長柄川（名所絵『木曽街道六十九次』での表記）

古事記・日本書紀に記載されている「藍見川」 が、長良川の旧称という説がある。

### かつての流路
『再版 美濃氣候編』『長良川北治水略記』などによれば、長良川中流域の従来の河筋は、山県郡中屋で武儀川を合流して西へ流れ、太郎丸、高富、梅原を経て伊自良川を合流し、方県郡岩利で南流して交人、今川、折立、黒野を経て同郡木田村に至り、津保川の下流（後の長良古川）を合わせて南流し、尻毛、江口を経て、墨俣で境川（旧木曽川）と合流していた。
天文3年9月6日（1534年10月13日）の大洪水で、激流が中屋村から陸地を押し破り、戸田、側島を貫通して各務郡芥見まで新川を形成して津保川と合流し、二川一大河となって方県郡長良村に至り、厚見郡早田村字馬場で井水口を押し破って新川（井川、現・長良川本流）を形成し、早田、今泉、若木、池ノ上、東島、江口等の諸村を貫通した。また、この洪水以前は長良川の河道は厚見郡鏡島村東部を流れ、江崎村の東を経て下奈良村に至っていたが、この洪水後は今の川筋になったとされる。
なお、日本地質学会会員で岐阜市立市橋小学校教諭だった市原信治は、1967年（昭和42年）9月に『長良川流路の変遷―とくに天文3年（1534年）前後の流路変遷についての地形地質調査―』を、1975年（昭和50年）5月に『長良川の流路』を刊行し、長良・芥見・梅原周辺の地形・地質調査から、高富・梅原を流れたとする「高富・梅原説」を否定。また、芥見郷土誌編纂委員会が編纂した『芥見郷土誌』、岐阜大学教養部の長良川研究会が編纂した『長良川』でも流路の変遷を否定している。
慶長16年8月12日（1611年9月18日）の洪水で、長良村崇福寺前で決壊して方県郡鷺山、正木の南を流れる新川（後の長良古々川）を形成して本流筋となったが、漸次その河道が埋まるようになり、元禄、寛永の頃には水は主に井川に流れるようになった。寛永13年8月6日（1636年9月5日）の洪水で井川が本流筋になると、長良古川と長良古々川には洪水の時にのみ分流することとなった。
1921年（大正10年）に始まる内務省木曽川上流改修工事の一環として1933年（昭和8年）から井川（長良川本流）河道の拡幅工事と長良古川・長良古々川の分派口締め切り工事が行われて1939年（昭和14年）3月31日に竣功し、長良川中流域の河道は現在の姿になった。

## 治水
- 岐阜県岐阜市の長良橋両岸には電動式の大規模な陸閘（長良橋陸閘）がある。この付近にはこのほか大小約100の陸閘（角落しを含む）がある。
- 忠節橋から金華橋にかけての長良川左岸には玉石積みの堤防（岐阜特殊堤）がみられ、その堤防上部には畳をはさみ込んでかさ上げできるようにした角落しを備えている。

## 利水
- 中流域の岐阜市付近では、地下を長良川の伏流水が流れており、良質の地下水を汲み上げて上水道として供給しているほか[23]、一部では自家井戸で汲み上げて飲料水として利用している。

## 自然

### 水質
長良川上流、中流及び下流の3つに区分され、水域類型は長良川上流がAA類型、それより下流がA類型に指定されている。
長良橋上流にある鏡岩水源地で取水した伏流水を原料に使用した地サイダー、「長良川サイダー」が2012年（平成24年）4月1日より地元企業・伊奈波商會より発売された。長良川河畔の温泉旅館や道の駅など長良川流域を中心に約200ヶ所で販売されている。2017年（平成29年）7月には炭酸水「長良川タンサン」が姉妹商品として同社より発売されている。
また市橋水源地で取水した水道原水も2005年（平成17年）からペットボトル水「長良川の雫」として販売されており、2015年（平成27年）3月に行われた名水百選30周年「名水百選選抜総選挙」の「おいしさが素晴らしい名水部門」で5位を獲得している。

### 生物
上流域にはイワナやアマゴなどの渓流魚がみられる。中流域にはアユやウグイのほか、オオサンショウウオなどが生息している。河口に近いところでは海で産卵するアユカケもみられる。

## 長良川上の構造物

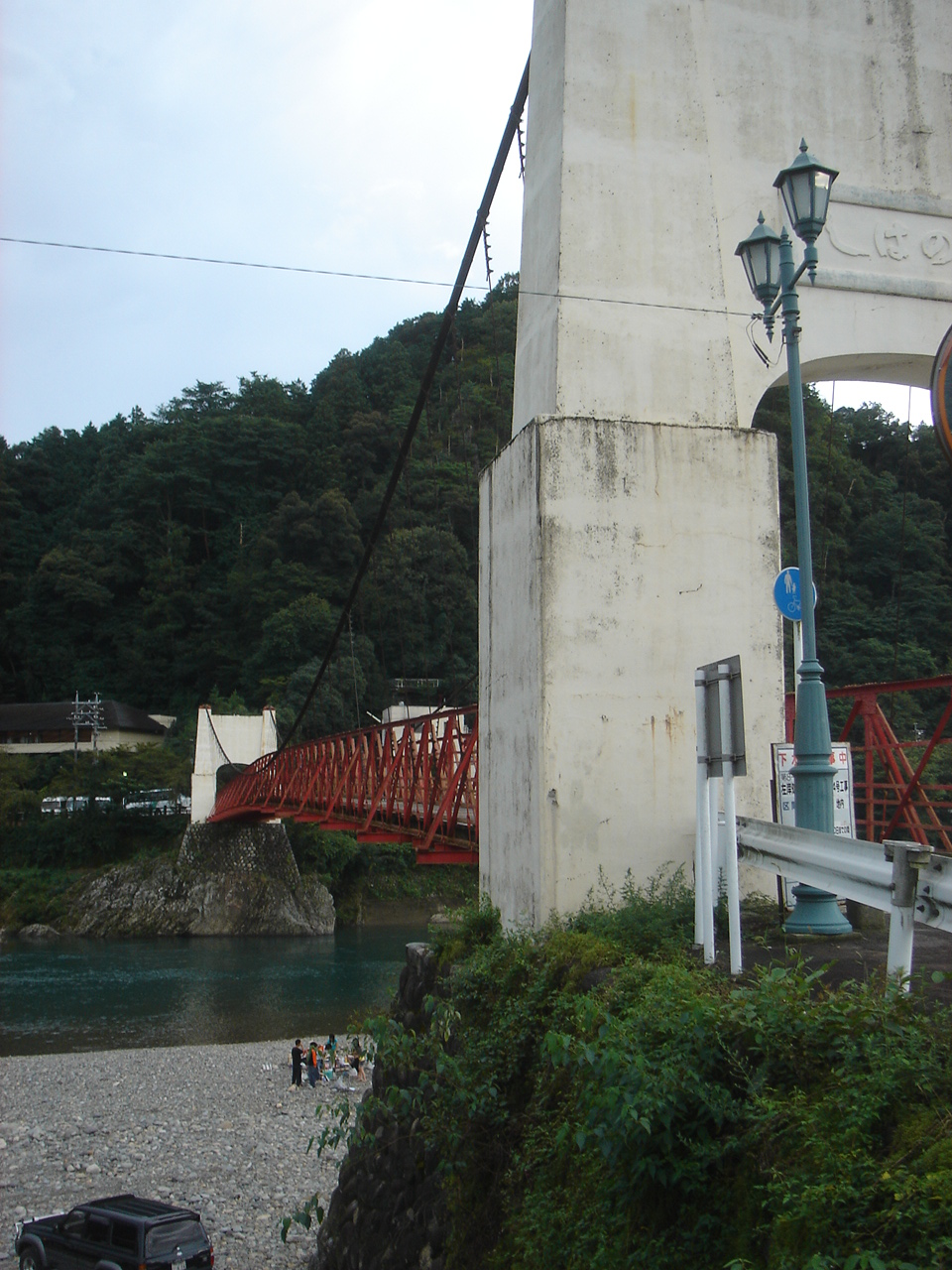
美濃橋（国の重要文化財）

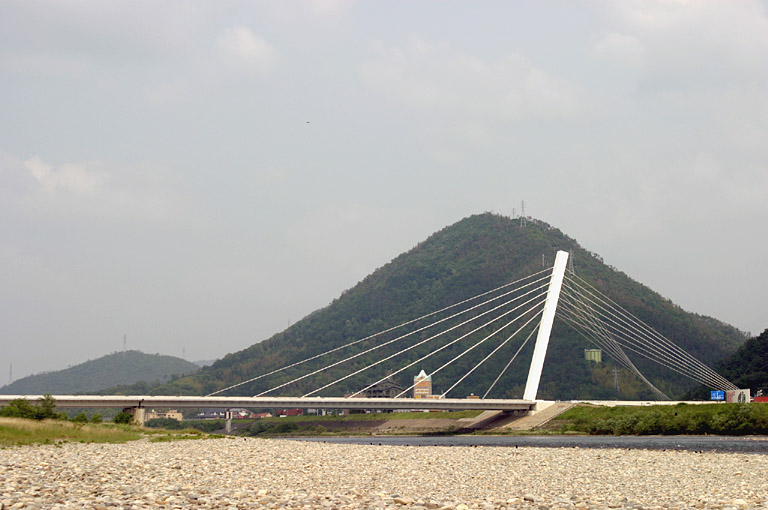
鵜飼い大橋

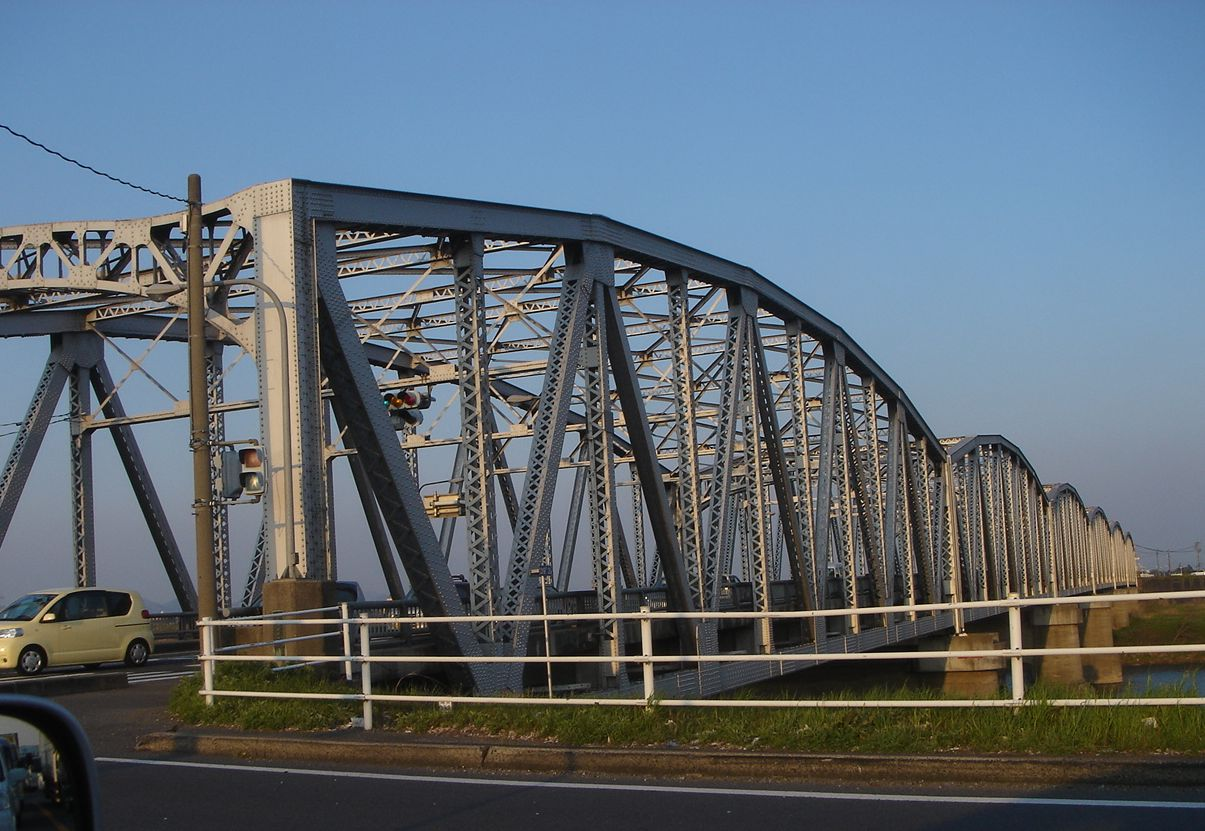
長良大橋

### 長良川に架かる橋
下ノ叺橋 - 旧大滝橋 - 大滝橋 - 折立2号橋 - 喰栃橋 - 折立2号橋 - 新井田橋 - 井田橋 - 宮ヶ瀬橋 - 天王橋 - 平成橋 - 中の島橋 - 郡上谷橋 - 大向橋 - 観音橋 - 下向橋 - 油島橋 - 藤の森大橋 - 大向橋 - 歩岐島大橋 - 歩岐島橋 - 平家平橋 - 長滝橋 - 上切橋 - 下向山橋 - 大芝原橋 - 第3上之保川橋梁 - 赤瀬橋 - 白鳥橋 - 奥美濃橋 - 中川原橋 - 越佐橋 - 大島橋 - 中津屋大橋 - 第2上之保川橋梁 - 中津屋橋 - 上万場橋 - 第1上之保川橋梁 - 万場橋 - 名皿部橋 - 釜淵橋 - 西河橋 - 大和橋 - 和合橋 - 中元橋 - 坪佐橋 - 報徳橋 - 勝更大橋 - 稲成橋 - 第6長良川橋梁 - 法伝橋 - 第5長良川橋梁 - 貝付橋 - 深戸橋 - 新美並橋 - 講和橋 - 新三日市橋 - 第4長良川橋梁 - 第3長良川橋梁 - 赤池橋 - 野首橋 - 円空街道歩道橋・三城橋 - 郡南橋 - 福野農道橋 - 下田橋 - 吉田橋 - 新吉田橋 - 勝原橋 - 第2長良川橋梁 - 白石橋 - 上河和橋 - 神母橋 - 上河和大橋 - 洲原橋 - 新立花橋 - 第1長良川橋梁 - 立花橋 - 立花橋 - 新美濃橋 - 美濃橋 - 下渡橋 - 山崎大橋 - 東海環状自動車道長良川橋 - 鮎之瀬橋 - 鮎之瀬大橋 - 千疋大橋 - 岐関大橋 - 藍川橋 - 千鳥橋 - 鵜飼い大橋 - 長良橋 - 金華橋 - 忠節橋 - 大縄場大橋 - 鏡島大橋 - 河渡橋 - JR東海道本線長良川橋梁 - 穂積大橋 - 長良大橋 - 羽島大橋 - 東海道新幹線長良川橋梁 - 名神長良川橋 - 大薮大橋 - 南濃大橋 - 東海大橋 - 長良川大橋 - 揖斐長良川水管橋 - 東名阪自動車道揖斐長良川橋 - JR関西本線橋梁 - 近鉄名古屋線橋梁 - 伊勢大橋 - 長良川河口堰 -（揖斐川に合流）- 揖斐長良大橋  -  伊勢湾岸自動車道揖斐川橋 -（伊勢湾）
注記のない出典は による

### 長良川の堰
本流には河川法で規定されるダムは存在せず、長良川河口堰を除くと治水を目的とした堰も存在しないが、上流部には農業用水用の取水用に幾つかの取水堰が設けられている。
| 名称         | 長さ(m) | 所在地             |
| ------------ | ------- | ------------------ |
| 正ヶ洞水路堰 | 40      | 郡上市高鷲町       |
| 郡上谷水路堰 | 30      | 郡上市高鷲町       |
| 観音堂水路堰 | 45      | 郡上市高鷲町       |
| 二日町用水堰 | 80      | 郡上市白鳥町       |
| 大井用水堰   | 84      | 郡上市白鳥町       |
| 白鳥床止め   | 55      | 郡上市白鳥町       |
| 越佐上用水堰 | 88      | 郡上市白鳥町       |
| 剣用水堰     | 78      | 郡上市白鳥町       |
| 万場用水堰   | 81      | 郡上市白鳥町       |
| 名皿部用水堰 | 58      | 郡上市大和町       |
| 五町用水堰   | 136     | 郡上市八幡町       |
| 美並用水堰   | 90      | 郡上市美並町       |
| 中濃用水堰   | 152     | 美濃市             |
| 保戸島用水堰 | 100     | 関市               |
| 長良川河口堰 | 661     | 三重県桑名市長島町 |

## 長良川流域の整備
長良橋のやや下流側の右岸には長良川公園が整備されている。
岐阜市の長良川公園を起点とする長良橋から忠節橋までの長良川左岸河川敷に、往復5kmのランニングコース・高橋尚子ロードが整備され、2001年（平成13年）6月3日に「走り初め」が行われた。

## 長良川流域の産業
長良川では幾度も洪水が発生し、それによって運ばれた水はけのよい砂壌土が深く堆積したことから流域では果樹や野菜の栽培が盛んである。また、長良川上流部では林業も盛んで「長良杉」などの特産品がある。流域の美濃和紙や郡上本染などの伝統工芸品も清流を利用して発展した。

### 世界農業遺産
長良川流域ではアユ（鮎）を通じて、生活、水環境、漁業資源の循環がみられ、2015年（平成27年）に「清流長良川の鮎」として世界農業遺産に認定された。

### 漁業組合
- 郡上漁業協同組合
- 長良川中央漁業協同組合
- 長良川漁業協同組合

### 長良川鵜飼

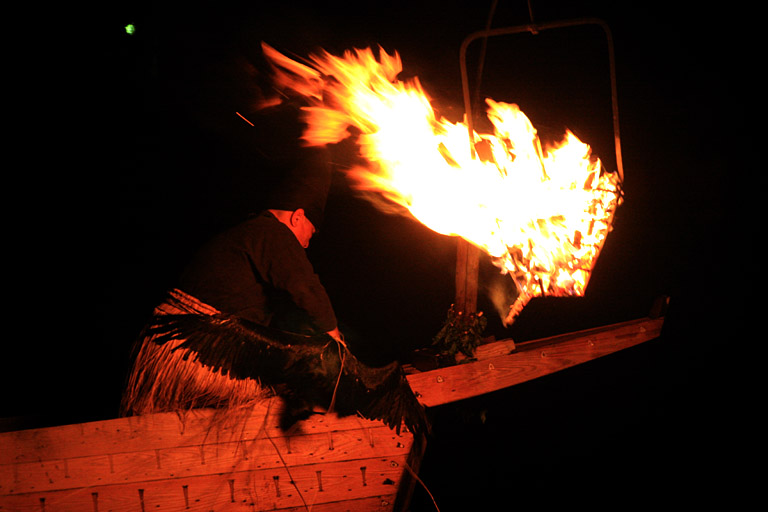
長良川河畔で行われている長良川鵜飼

- 岐阜県岐阜市ならびに関市の長良川河畔における長良川鵜飼は、日本で唯一の宮内庁式部職鵜匠による鵜飼い（御用鵜飼）である。

## 長良川を舞台にした作品

### 歌謡
- 長良川（野口五郎） - 野口五郎デビュー5周年記念アルバム 「GORO & HIROSHI 通りすぎたものたち 」 （1976年） Side A-4に収録。
- 長良川艶歌（五木ひろし）
- 長良川旅情（春日八郎）
- 郡上の詩（石原詢子）
- 郡上恋唄（石原詢子）
- 長良川の晴れ（中澤裕子）- 作詞・作曲：つんく、編曲：小西貴雄
- 水に祈りて（喜多郎） - 喜多郎が長良川を上流から下流まで見て感じとったそのままを音楽で表現し創り上げた作品。
- 交響詩「長良川」（團伊玖磨） - ソプラノ・ソロ管弦楽による壮大な交響詩である。1976年、江間章子作詞、團伊玖磨作曲による「川のうた」と「火の宴」の2楽章構成。
- ひとり長良川（水森かおり）

### 文芸
- 『長良川』（豊田穣） - 第64回直木賞受賞
- 『篝火』（川端康成） - 元恋人・伊藤初代を題材とした作品。
- 『南方の火』（川端康成） - 同上

## 流域のイベント
- ぎふ長良川花火大会
- 長良川薪能

## 備考
- 旧日本海軍軽巡洋艦「長良」（長良型軽巡洋艦1番艦）と海上自衛隊「護衛艦ながら」（もがみ型護衛艦10番艦）は、この川の名前にちなむ。また東海道本線を走った夜行快速列車にも、「ムーンライトながら」の名が冠されていた。
- かつて名古屋テレビは、長良川の様子を、オープニング・クロージングにて放送していた。

## 関連画像

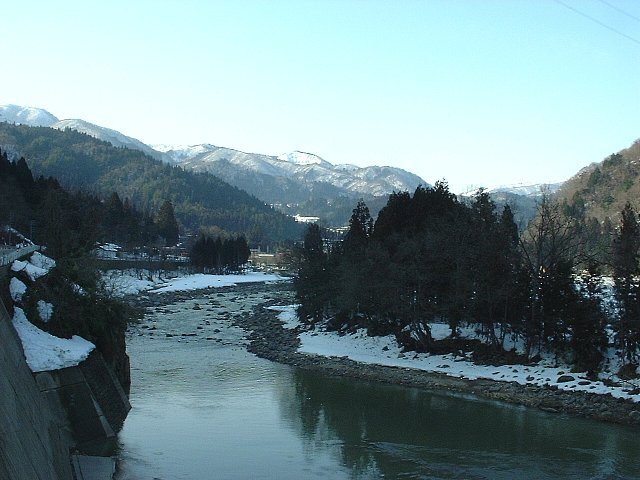
郡上市白鳥町付近
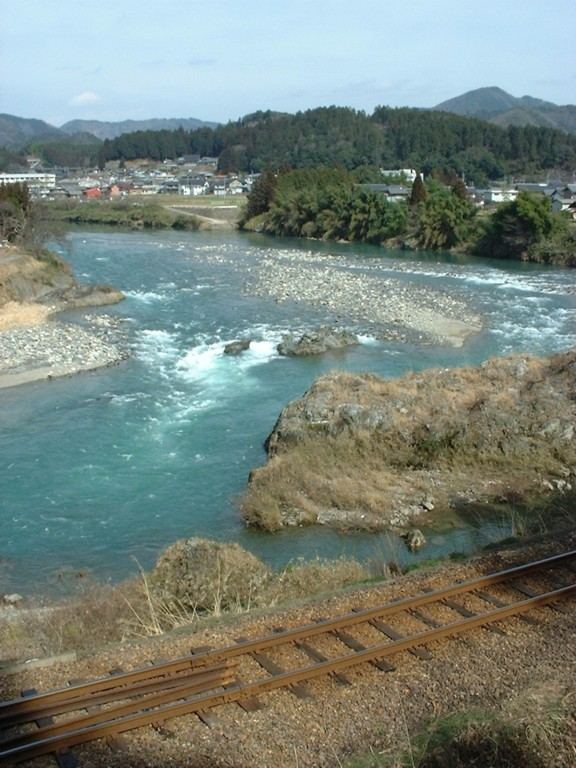
郡上市美並の長良川 手前は長良川鉄道
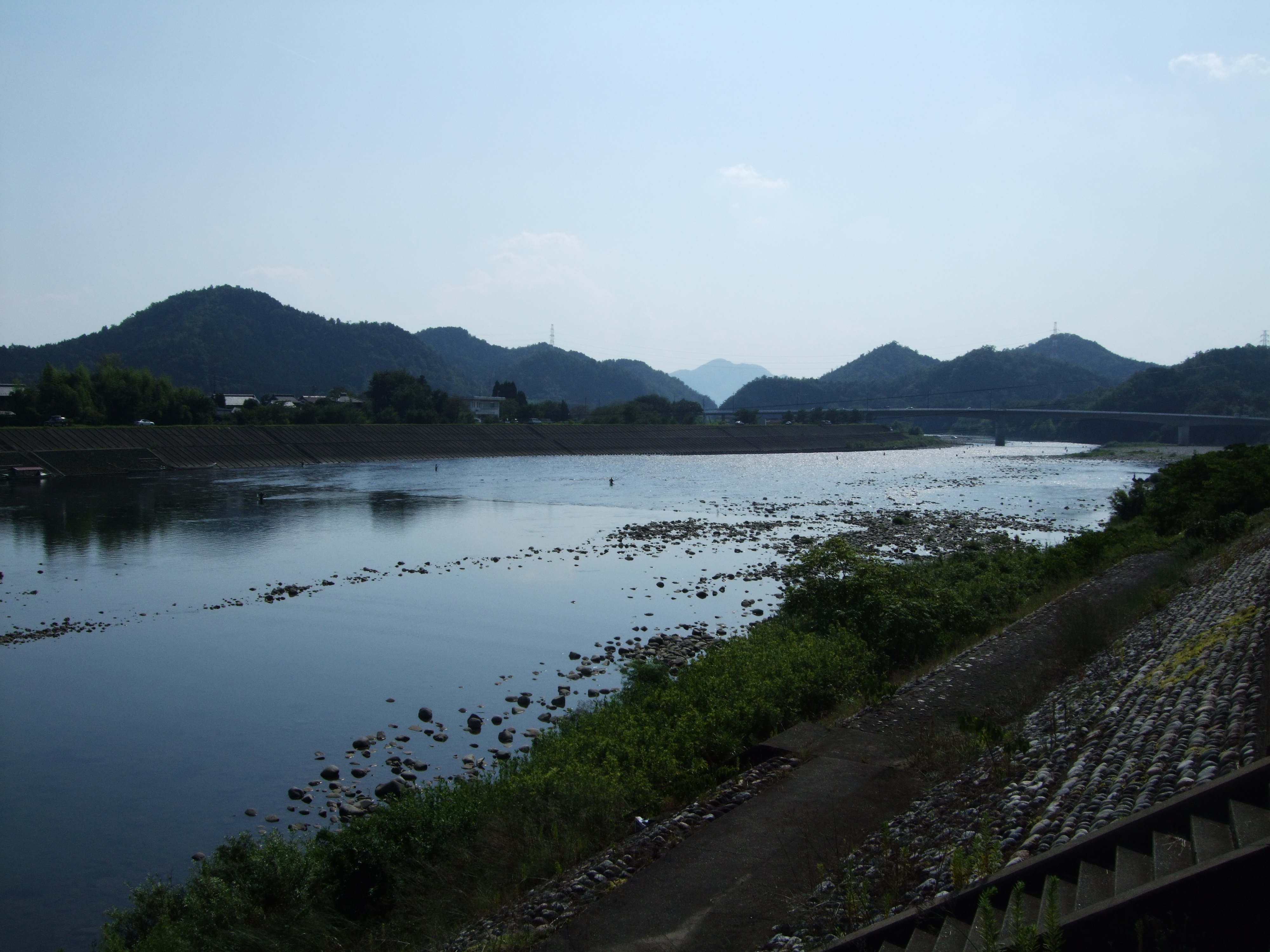
関市鮎ノ瀬橋付近 小瀬鵜飼はこの付近で行われる
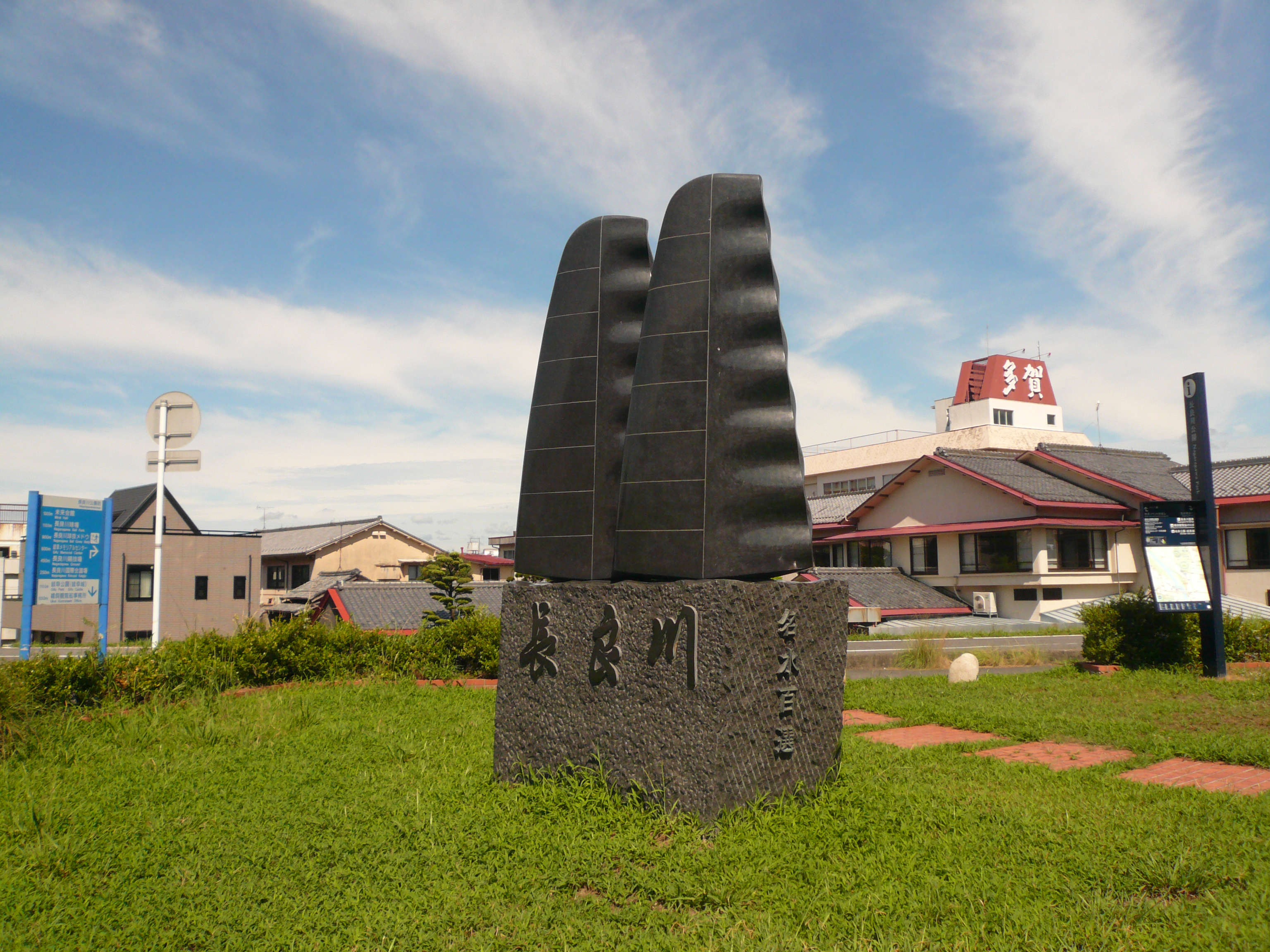
長良川名水百選碑（岐阜市）
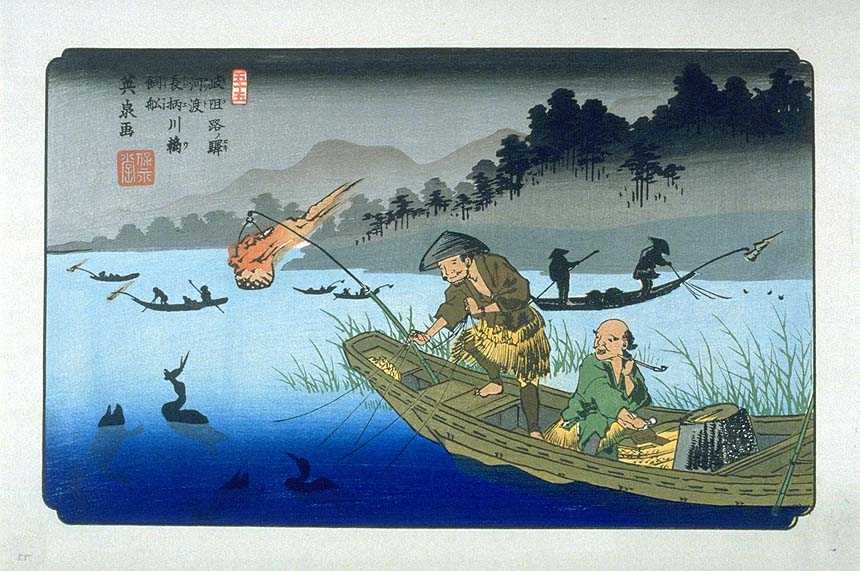
河渡 長柄川鵜飼（木曽街道六十九次）渓斎英泉作
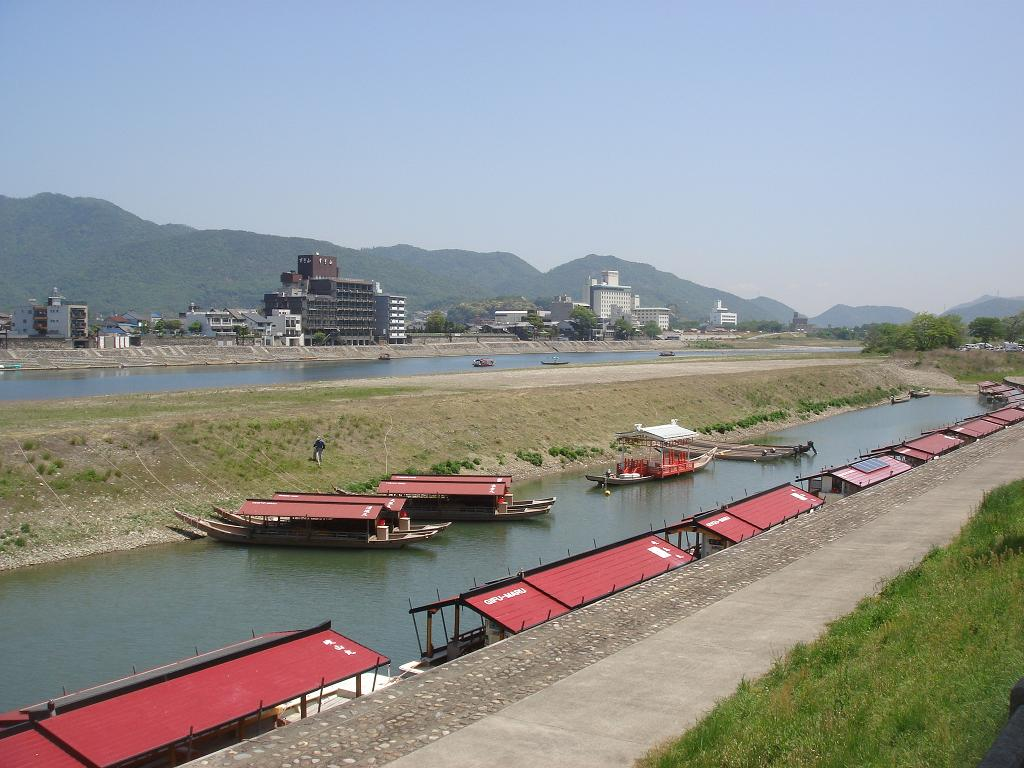
鵜飼観覧船（岐阜市）
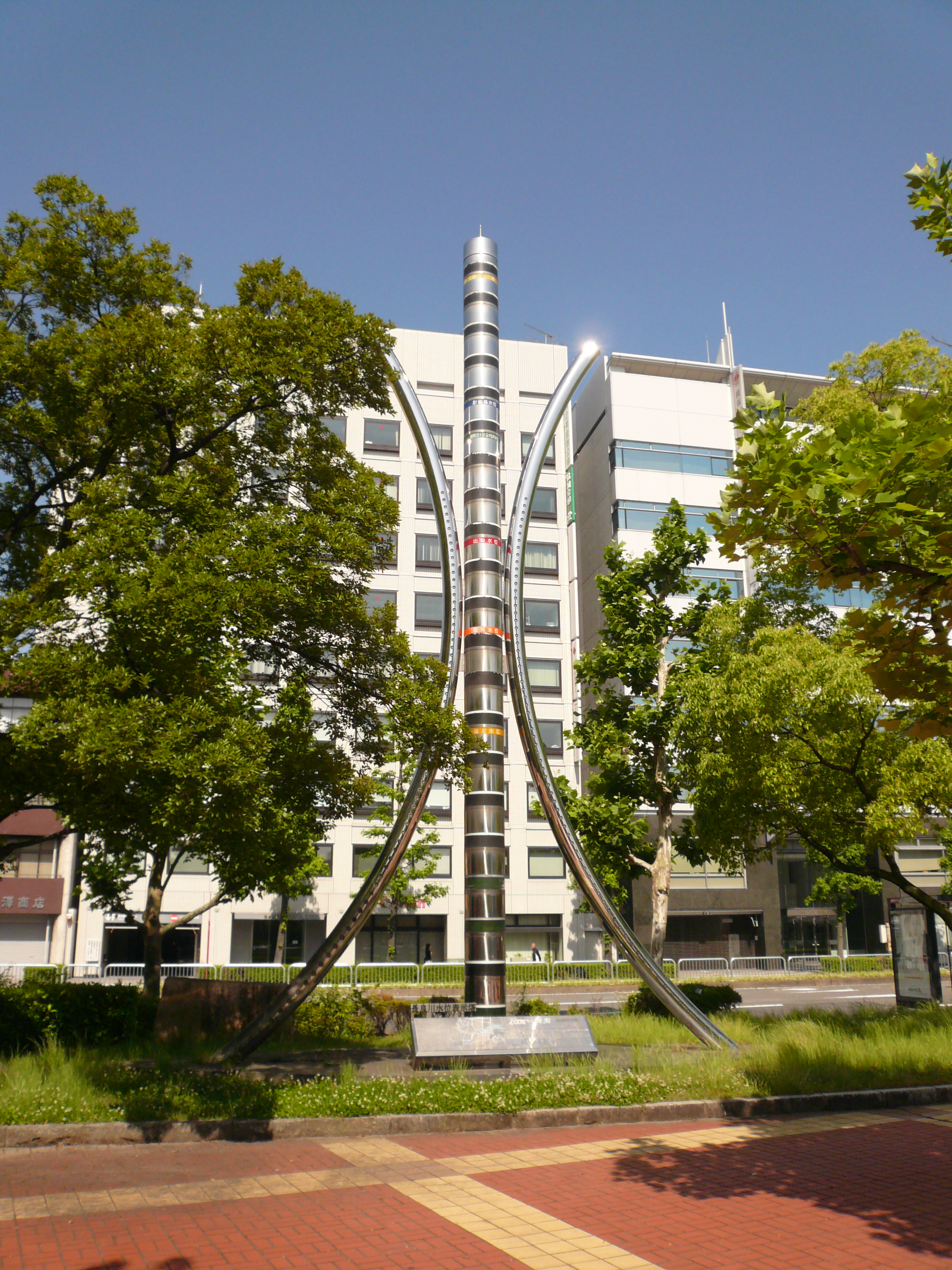
金公園にある長良川の水位計
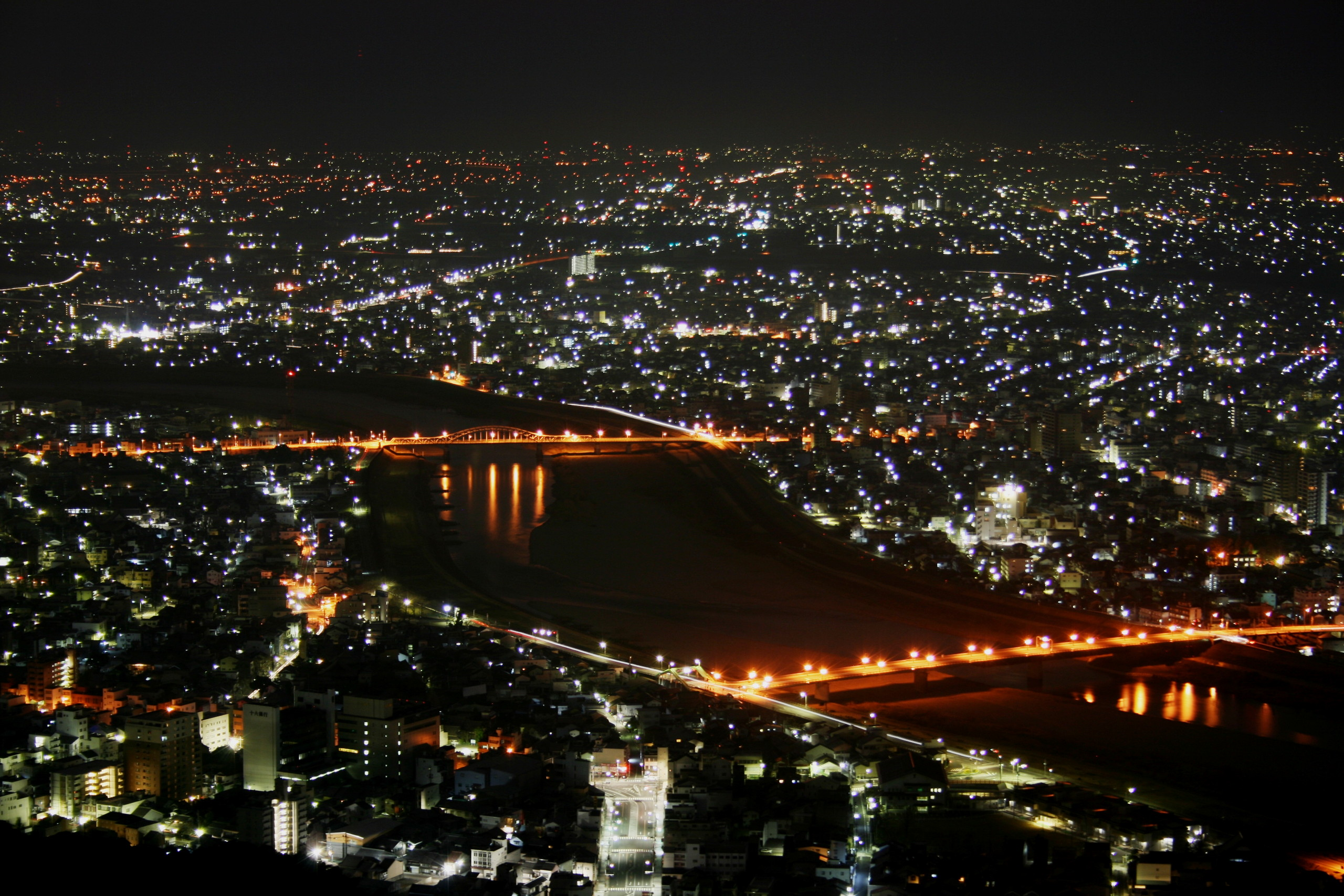
忠節橋と金華橋の夜景
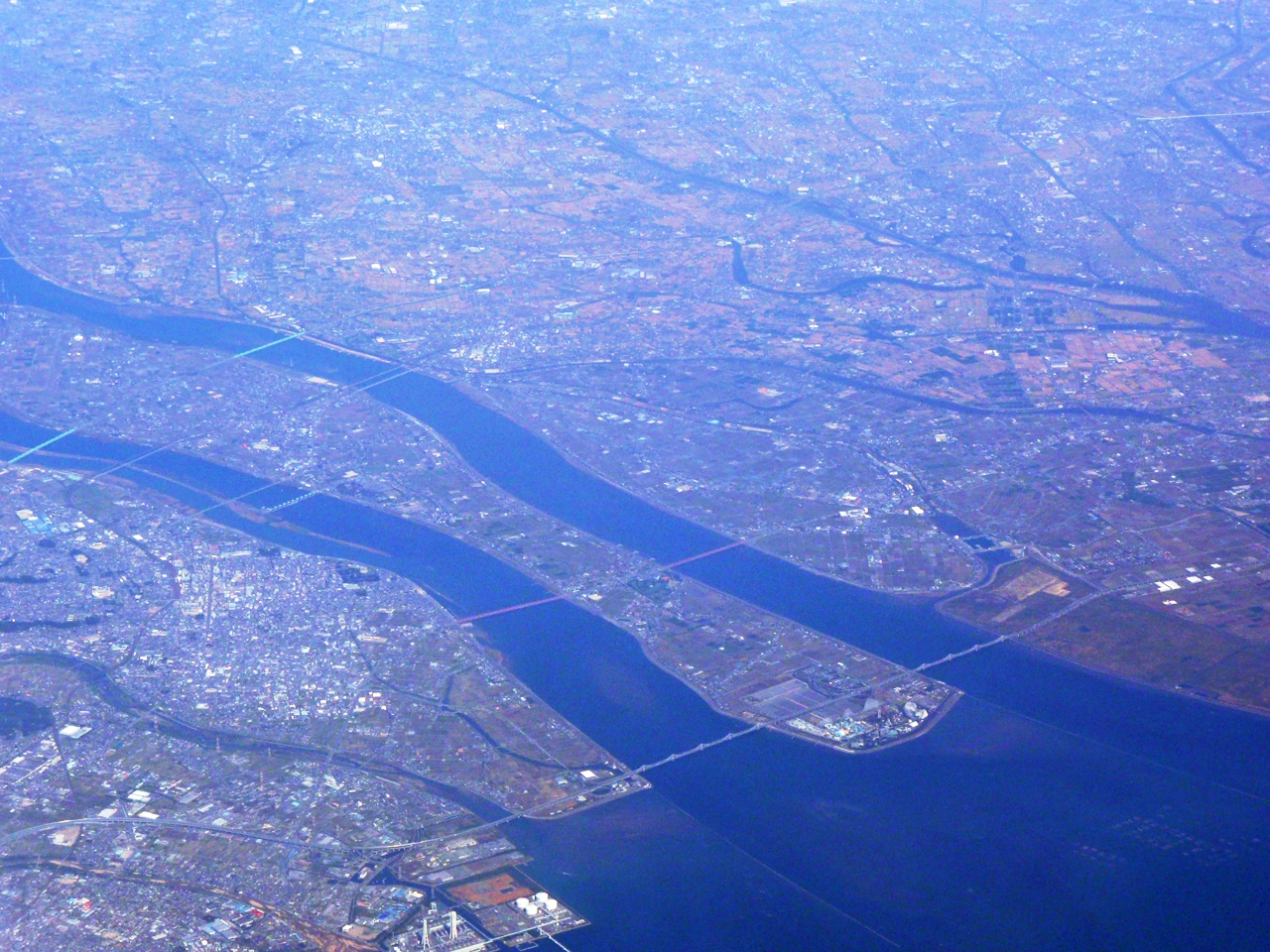
揖斐川・長良川河口（手前）、木曽川河口（奥）空撮

## 参考資料
- 『博物館だより』No.76 - ウェイバックマシン（2017年3月10日アーカイブ分）、岐阜市歴史博物館、2010年11月、6-7頁
- 「美濃往古以来ノ天災地変概禄」『美濃氣候編 再版』岐阜縣岐阜測候所、1914年3月31日。doi:10.11501/3463960。
- 大野勇 編『長良川北治水略記：附・長良川北水害予防組合誌』長良川北水害予防組合、1937年12月3日。doi:10.11501/1278439。